# Visions (film)
Visions är en amerikansk skräckfilm från 2015, vars amerikanska premiär ägde rum den 19 januari 2016. Den är regisserad och ihopklippt av Kevin Greutert, samt skriven av Lucas Sussman, och producerad av bland andra Jason Blum och hans produktionsbolag Blumhouse Productions. I rollerna syns Isla Fisher, Anson Mount, Gillian Jacobs, Jim Parsons, Joanna Cassidy, och Eva Longoria.

## Handling
Filmens handling kretsar kring det gifta paret Eveleigh och David Maddox, som efter att ha varit med om en svår bilolycka där ett litet barn (i det andra inblandade fordonet) miste livet, bestämmer sig för att börja om på nytt, genom att flytta ut på landet till en nyinköpt vingård. Den idylliska tillvaron byts dock senare snabbt ut mot en ren och skär ondska, då Eveleigh, som dessutom är gravid i tredje månaden med sitt och maken Davids första barn, börjar uppleva alltfler skrämmande saker, såsom märkliga ljud och förskräckliga syner, som verkar leda hela vägen till en väldigt hotfull figur.

## Rollista (i urval)
| Isla Fisher     | – Eveleigh Maddox |
| Anson Mount     | – David Maddox    |
| Gillian Jacobs  | – Sadie           |
| Joanna Cassidy  | – Helena Knoll    |
| Jim Parsons     | – Dr. Mathison    |
| Eva Longoria    | – Eileen          |
| Bryce Johnson   | – Ben             |
| John de Lancie  | – Victor Napoli   |
| Roberto Sanchez | – Emilio          |
| Jeff Branson    | – Glenn Barry     |